# Tindsøya
Tindsøya è un'isola norvegese facente parte dell'arcipelago delle Vesterålen, nel mar di Norvegia, appena più a nord del circolo polare artico. L'isola è semi-disabitata con i pochi abitanti concentrati nei villaggi di Skipnes e Tinden, vecchi villaggi di pescatori che si popolano nella stagione turistica.
L'isola è interamente compresa nel territorio del comune di Øksnes, sebbene questo si estenda principalmente sull'isola di Langøya.
Tindsøya è situata a nord ovest rispetto all'isola di Dyrøya e a nord rispetto a Nærøya. Il gruppo delle tre isole minori è collocato in un'insenatura nella parte nord occidentale dell'isola di Langøya. Non esistono collegamenti stradali con le isole circostanti.
Morfologicamente Tindsøya è caratterizzata da ripidi sistemi montuosi culminanti nel Tindstinden, il rilievo più alto dell'isola con 468 m.